# تمیم عبده

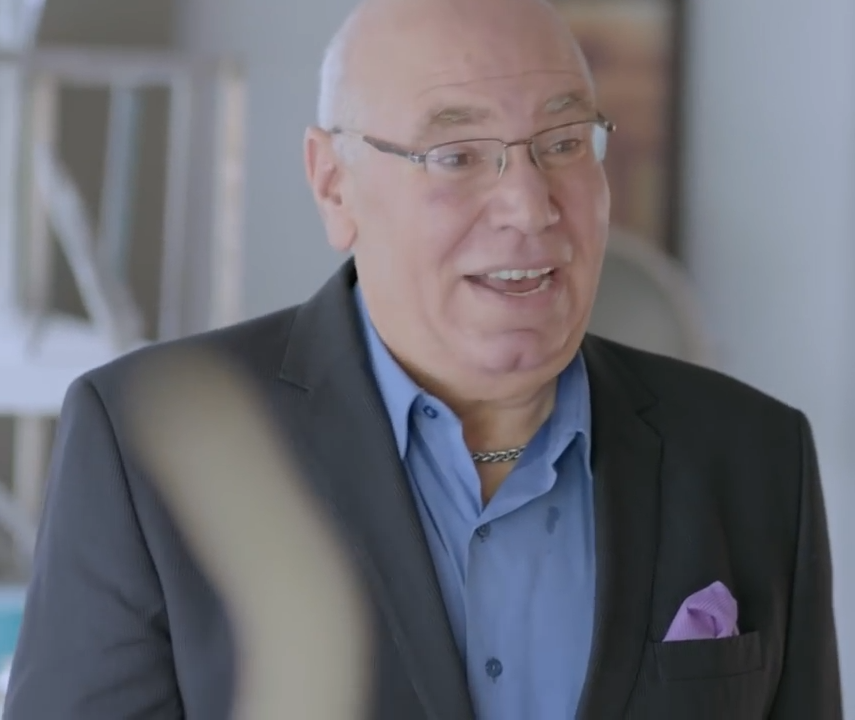

تمیم عبده (۱ آوریل ۱۹۵۸)، بازیگر تونسی است. رابطه او با بازیگری از روی صحنه زادگاهش سیلیانای تونس آغاز شد و علیرغم ورود به دانشکده حقوق در تونس، عشق به سفر باعث شد تا مدتی در عراق به عنوان مترجم مشغول به کار شود. او برای پیوستن به مؤسسه هنرهای دراماتیک به مصر سفر کرد تا در رشته بازیگری و کارگردانی تئاتر فارغ‌التحصیل شود، سپس نزدیک به ۲۲ سال به عنوان کارمند به شرکت فیلمسازی یوسف شاهین فعالیت داشت و به درجه مدیر تولید و با تخصص در امور خارجی ارتقا یافت. او به مدت ۳ سال به عنوان مدیر استودیو گلال کار کرد. از طریق دوستی با یسری نصرالله در چندین کار او ایفای نقش کرد که معروف‌ترین آن‌ها (ژنه الاسمک) و (احکی) و شهرزاده و (پس از جنگ) است. سریال (اهل قاهره) با کارگردانی محمدعلی و هنرمندی خالد الساوی که در سریال خاتم سلیمان نیز حضور داشتند، از مشهورترین آثار این هنرمند می‌باشد

### سریالها
- اهل قاهره (۲۰۱۰).
- شهروند ایکس (۲۰۱۱).
- مهر سلیمان (۲۰۱۱).
- خیابان عبدالعزیز (۲۰۱۱).
- دانشگاه (۲۰۱۱).
- شخص ثالث (۲۰۱۲).
- گروه نقی عطاالله (۲۰۱۲).
- فرار (۲۰۱۲).
- قصه‌های دختران (۲۰۱۲).
- ۹ لیگ ملل (۲۰۱۲).
- آتش دوستانه (۲۰۱۳).
- فرعون (۲۰۱۳).
- در کف دست شیطان (۲۰۱۳).
- نام موقت (۲۰۱۳).
- داستان زندگی (۲۰۱۳).
- تفاوت زمانی (۲۰۱۴).
- عملیات مسی (۲۰۱۴).
- مامون و شرکت (2016).[۱]
- او و داوینچی (مجموعه تلویزیونی) (2016).[۲]
- ابوعمر المصری (2018).[۳]
- بدون رویکرد یا عکاسی (۲۰۱۸)
- مهر ببر (۲۰۲۰)
- نجیب زهی زرکش (۲۰۲۱)